# Памятник Абылай-хану (Кокшетау)
Памятник Абылай-хану (каз. Абылай хан ескерткіші) — памятник в казахстанском городе Кокшетау. Расположен на центральной площади города Кокшетау (по ул. Абая), в центре бульварного перехода с фонтаном, связывающего площадь с парком, обращен к зданию областного акимата. Один из самых крупных монументов Кокшетау. Авторы памятника: скульптор Ю.Д. Баймукашев, архитектор Т.М. Джумагалиев.
По замыслу авторов он символизирует мир, мудрость и единство всех народов. Торжественное открытие памятника с участием большого количества жителей города состоялось 5 ноября 1999 года. На открытии у подножия монумента была заложена капсулу с землей, доставленной из Туркестана, из мавзолея Ходжи Ахмета Яссауи, где захоронен Абылай-хан.
Памятник входит в сакральную карту Казахстана от Акмолинской области.

## Описание памятника
Фон памятника - полукруг аркады с ажурным контуром стрельчатых арок, отмечающий вход в парк. Композиция памятника - фигура сидящего хана на фоне вертикали символического дерева. Абылай изображен в халате, в высокой шапке с отворотами и с личной ханской печатью на груди. Голова высоко поднята, одна рука уперта в бок, другая - на колене. Возвышающееся «древо жизни» из трех соединенных стволов с расправившим крылья соколом на вершине символизирует единство народа.
Памятник, установленный на прямоугольный в плане постамент, и «древо жизни» объединены общим основанием в виде усеченной пирамиды. На лицевой грани постамента - надпись: каз. «Абылай 1711 — 1781 ханға мәңгі риза халықтан». Материал скульптуры — бронза, высота - 5 м, древа - около 14 м. Постамент из цельного гранита, пирамида облицована светлым мрамором. Территория вокруг памятника благоустроена, озеленена, разбиты клумбы.

## Галерея

Памятник Абылай-хану ночью, 2021 год